# Tlalocomyia aguirrei
Tlalocomyia aguirrei är en tvåvingeart som först beskrevs av Dalmat 1949.  Tlalocomyia aguirrei ingår i släktet Tlalocomyia och familjen knott. Inga underarter finns listade i Catalogue of Life.